# Budapesti 8. sz. országgyűlési egyéni választókerület
A budapesti 8. sz. országgyűlési egyéni választókerület egyike annak a 106 választókerületnek, amelyre a 2011. évi CCIII. törvény Magyarország területét felosztja, és amelyben a választópolgárok egy-egy országgyűlési képviselőt választhatnak. A választókerület nevének szabványos rövidítése: Budapest 08. OEVK. Székhelye: Budapest XIV. kerülete 

## Területe
A választókerületet az alábbiak szerint határozza meg a törvény:
A XIV. kerület választókerülethez tartozó részeinek határa: A Vágány utcától a Dózsa György úton halad a Kerepesi útig, innen a Kerepesi úton a rákospalotai körvasútig, a vasútvonal mentén a Fogarasi útig, a Fogarasi út páratlan oldalán a Fischer István utcáig, a Fischer István utcán a Tihany utcáig, a Tihany utca középvonalán a Vezér utcáig, a Vezér utca középvonalán a Mirtusz utcáig, a Mirtusz utca páratlan oldalán az Álmos vezér útjáig, az Álmos vezér útja páros oldalán a Fogarasi útig, a Fogarasi út páratlan oldalán a Nagy Lajos király útjáig, a Nagy Lajos király útja páros oldalán a Mogyoródi útig, a Mogyoródi út páros oldalán a Csernyus utcáig, a Csernyus utca páros oldalán az Egressy útig, az Egressy út páros oldalán a Vezér utcáig, a Vezér utca páros oldalán haladva a Szugló utcát keresztezve a Rákospatak utcáig, a Rákospatak utca páros oldalán a Csömöri útig, a Csömöri út páros oldalán a rákospalotai körvasútig, ezután a rákospalotai körvasút soron a MÁV Budapest–Vác vasútvonala és a MÁV körvasút sor elvi metszéspontjáig, innen a Madridi úton, majd a MÁV vonalon át a Kámfor utcáig, ezután a Tatai úton, a Szegedi úton, a Dévényi úton a Róbert Károly körútig, majd a Vágány utcán a Dózsa György útig, és onnan a kiindulási pontig körbezárt terület.

## Országgyűlési képviselője
| Név              | Párt                                         | Párt      | Terminus    | Megjegyzés                                   |
| ---------------- | -------------------------------------------- | --------- | ----------- | -------------------------------------------- |
| Tóth Csaba       |                                              | MSZP      | 2014 – 2022 | A 2014-es országgyűlési választás eredménye: |
| Tóth Csaba       | A 2018-as országgyűlési választás eredménye: | MSZP      | 2014 – 2022 |                                              |
| Dr. Hadházy Ákos |                                              | Független | 2022 –      | A 2022-es országgyűlési választás eredménye: |

## Demográfiai profilja
| Iskolai végzettség                | Iskolai végzettség               | Iskolai végzettség | Iskolai végzettség | Iskolai végzettség |
| --------------------------------- | -------------------------------- | ------------------ | ------------------ | ------------------ |
|                                   |                                  |                    |                    | fő                 |
| Általános iskolát nem végezte el  | Általános iskolát nem végezte el |                    | 724                | 724                |
| Általános iskola                  | Általános iskola                 |                    | 8266               | 8266               |
| Szakmunkás                        | Szakmunkás                       |                    | 8113               | 8113               |
| Érettségi                         | Érettségi                        |                    | 32012              | 32012              |
| Diploma                           | Diploma                          |                    | 38096              | 38096              |
| A 2022. évi népszámlálás szerint. |                                  |                    |                    |                    |

A budapesti 8. sz. választókerület lakónépessége 2022. október 1-jén 101 047 fő volt. A 2011-es és a 2022-es népszámlálás között 8137 fővel csökkent a választókerület lakosság száma. A választókerületben a korösszetétel alapján a legtöbben a középkorúak élnek 34 540 fővel, míg a legkevesebben a gyermekek 13 836 fővel. A választókerület lakosságának a 90,5%-nál van internet elérési lehetőség.
A legmagasabb befejezett iskolai végzettség szerint a diplomával rendelkezők élnek a legtöbben 38 096 fő, utánuk a következő nagy csoport az érettségizettek 32 012 fővel.
Gazdasági aktivitás szerint a lakosság több mint a fele foglalkoztatott 56 773 fő, második legjelentősebb csoport az inaktív keresők, akik főleg nyugdíjasok 21 001 fővel.
A választókerület legjelentősebb nemzetiségi csoportja a német 930 fő, illetve a cigány 547 fő. Magyar állampolgársággal nem rendelkező külföldi állampolgárok aránya 3,2%.
Vallási összetétel szerint a választókerületben lakók legnagyobb vallása a római katolikus (19 797 fő), valamint jelentős közösség még a reformátusok (6804 fő). A vallási közösséghez nem tartozók száma szintén jelentős (16 654 fő), a választókerületben a második legnagyobb csoport a római katolikus vallás után.

## Országgyűlési választások
| Párt                                                                          | Párt                      | Jelölt                 | Szavazatok | %     | ± %  |
| ----------------------------------------------------------------------------- | ------------------------- | ---------------------- | ---------- | ----- | ---- |
|                                                                               | Egységben Magyarországért | Dr. Hadházy Ákos       | 30 159     | 54,09 | 7,91 |
|                                                                               | Fidesz-KDNP               | Borbély Ádám           | 20 373     | 36,54 | 1,48 |
|                                                                               | Mi Hazánk                 | Czeglédi János         | 2108       | 3,78  | Új   |
|                                                                               | MKKP                      | Rózsa Regina           | 1946       | 3,49  | 0,91 |
|                                                                               | MEMO                      | Janicsák István        | 816        | 1,46  | Új   |
|                                                                               | Normális Párt             | Duma Norbert           | 255        | 0,46  | Új   |
|                                                                               | Munkáspárt-ISZOMM         | Karacs Lajosné         | 104        | 0,19  | 0,17 |
| Megjelent                                                                     | Megjelent                 | Megjelent              | 56 351     | 75,35 | 1,06 |
| Választópolgárok száma                                                        | Választópolgárok száma    | Választópolgárok száma | 74 785     | 100   | 3,57 |
| A független Hadházy Ákos az ellenzéki összefogás részeként tartja a körzetet. |                           |                        |            |       |      |

| Párt                                 | Párt                   | Jelölt                 | Szavazatok | %     | ± %  |
| ------------------------------------ | ---------------------- | ---------------------- | ---------- | ----- | ---- |
|                                      | MSZP-Párbeszéd         | Tóth Csaba             | 27 736     | 47,23 | 7,35 |
|                                      | Fidesz-KDNP            | Dr. Jelen Tamás        | 20 588     | 35,06 | 1,28 |
|                                      | Jobbik                 | Szávay István          | 4492       | 7,65  | 3,24 |
|                                      | LMP                    | Barta János            | 2410       | 4,1   | 5,02 |
|                                      | Momentum               | Szücs Attila           | 1771       | 3,02  | Új   |
|                                      | MKKP                   | Victora Zsolt          | 1518       | 2,58  | Új   |
|                                      | Munkáspárt             | Szentpáli Kolos        | 209        | 0,36  | 0,32 |
| Megjelent                            | Megjelent              | Megjelent              | 59 256     | 76,41 | 6,82 |
| Választópolgárok száma               | Választópolgárok száma | Választópolgárok száma | 77 554     | 100   | 2,50 |
| Az MSZP-Párbeszéd tartja a körzetet. |                        |                        |            |       |      |

| Párt                                                  | Párt                   | Jelölt                 | Szavazatok | %     |
| ----------------------------------------------------- | ---------------------- | ---------------------- | ---------- | ----- |
|                                                       | Összefogás             | Tóth Csaba             | 21 697     | 39,88 |
|                                                       | Fidesz-KDNP            | Dr. Papcsák Ferenc     | 19 772     | 36,34 |
|                                                       | Jobbik                 | Kovács Béla            | 5924       | 10,89 |
|                                                       | LMP                    | Barta János            | 4961       | 9,12  |
|                                                       | Munkáspárt             | Dr. Hajdu József Péter | 368        | 0,68  |
|                                                       | Egyéb pártok           |                        | 1681       | 3,09  |
| Megjelent                                             | Megjelent              | Megjelent              | 55 351     | 69,59 |
| Választópolgárok száma                                | Választópolgárok száma | Választópolgárok száma | 79 541     | 100   |
| Az MSZP az Összefogás részeként nyeri meg a körzetet. |                        |                        |            |       |

## Ellenzéki előválasztás – 2021
| Frakció                            | Frakció         | Jelölő szervezetek                  | Jelölt           | Szavazatok | %     |
| ---------------------------------- | --------------- | ----------------------------------- | ---------------- | ---------- | ----- |
|                                    | Momentum        | Momentum, MMM, CivilZugló Egyesület | Dr. Hadházy Ákos | 11 070     | 80,72 |
|                                    | MSZP            | MSZP, Párbeszéd, DK, Jobbik         | Tóth Csaba       | 2644       | 19,28 |
| Összes szavazat                    | Összes szavazat | Összes szavazat                     | Összes szavazat  | 13 714     | 100   |
| Hadházy Ákos nyeri meg a körzetet. |                 |                                     |                  |            |       |